# Adolf Kornhaber von Pilis
Adolf Kornhaber von Pilis (německy Adolf Abraham Kornhaber Edler von Pilis) (2. dubna 1856 Drohobyč – 29. srpna 1937 Budapešť) byl rakousko-uherský generál. Jako absolvent vojenských škol sloužil v c. k. armádě od roku 1878. Později působil u různých jednotek uherské zeměbrany a v roce 1914 dosáhl hodnosti polního podmaršála. Za první světové války se jako velitel divize zúčastnil bojů v Haliči, Srbsku a severní Itálii. V roce 1918 byl povýšen na generála pěchoty, po rozpadu monarchie žil v soukromí v Budapešti. 

## Biografie
Pocházel z židovské rodiny z Haliče, v roce 1896 konvertoval na katolickou víru. Byl synem Josefa Kornhabera (1804–1884) a první vojenskou průpravu získal na kadetní škole v St. Pölten, v letech 1874–1878 studoval na Tereziánské vojenské akademii ve Vídeňském Novém Městě. Do armády vstoupil v roce 1878 jako poručík k 26. pěšímu pluku v Ostřihomi a zúčastnil se okupace Bosny a Hercegoviny. V letech 1881–1883 si doplnil vzdělání na Válečné škole (K.u.k. Kriegsschule) ve Vídni a v hodnosti nadporučíka byl zařazen do sboru důstojníků generálního štábu. U 26. pěšího pluku sloužil do roku 1895 a mezitím byl v roce 1890 povýšen na kapitána. V roce 1895 přešel k uherské zeměbraně a sloužil u různých jednotek v Nagykanizsi, Jászberény nebo Csíkszeredě. V hodnosti plukovníka (1905) se stal velitelem 5. pěšího pluku uherské zeměbrany v Szegedu.
K datu 23. listopadu 1910 byl povýšen do hodnosti generálmajora a byl přidělen k oblastnímu velitelství uherské zeměbrany v Székesfehérváru, kde byl od roku 1911 velitelem 81. zeměbranecké brigády. V roce 1913 přešel k velitelství zeměbrany do Prešpurku a k datu 1. dubna 1914 byl penzionován. V červnu 1914 obdržel hodnost titulárního polního podmaršála a po vypuknutí první světové války byl znovu povolán do aktivní služby. S jednotkami uherské zeměbrany bojoval na východní frontě, kde v roce 1915 převzal velení 51. pěší divize uherské zeměbrany. S 3. armádou byl poté přeložen do Srbska a následně na italskou frontu, kde byl začleněn do 11. armády. Koncem roku 1917 byl z fronty odvolán a vrátil se do Uher, kde byl přidělen k uherskému ministerstvu zeměbrany. K datu 1. března 1918 získal hodnost titulárního generála pěchoty a stal se zástupcem vrchního velitele uherské zeměbrany. Po zániku monarchie byl k datu 21. listopadu 1918 penzionován a od té doby žil v soukromí v Budapešti. 

## Tituly a ocenění
V roce 1909 byl povýšen do šlechtického stavu platného pro Uherské království s predikátem Edler von Pilis. Během své vojenské kariéry se stal nositelem řady vyznamenání v Rakousku-Uhersku, za první světové války získal německý Železný kříž II. třídy (1915).
- Válečná medaile (1878)
- Jubilejní pamětní medaile (1898)
- Služební odznak pro důstojníky III. třídy (1903)
- Vojenský záslužný kříž III. třídy (1904)
- Vojenský jubilejní kříž (1908)
- Řád železné koruny III. třídy (1909)
- Bronzová vojenská záslužná medaile (1914)
- Služební odznak pro důstojníky II. třídy (1915)
- rytířský kříž Leopoldova řádu s válečnou dekorací (1915)
- Vojenský záslužný kříž s válečnou dekorací (1915)
- Bronzová vojenská záslužná medaile s válečnou dekorací (1916)
- Stříbrná vojenská záslužná medaile (1918)